# Saint-Paul-d’Izeaux
Saint-Paul-d’Izeaux ist eine französische Gemeinde mit 303 Einwohnern (Stand: 1. Januar 2022) im Département Isère in der Region Auvergne-Rhône-Alpes; sie gehört zum Arrondissement Vienne und zum Kanton Bièvre (bis 2015: Kanton Tullins). Die Einwohner werden Chatenois genannt.

## Geografie
Saint-Paul-d’Izeaux liegt etwa 25 Kilometer nordwestlich von Grenoble. Umgeben wird Saint-Paul-d’Izeaux von den Nachbargemeinden Izeaux im Norden, Beaucroissant im Nordosten, Tullins im Osten, La Forteresse im Süden und Südwesten sowie Plan im Westen.

## Bevölkerungsentwicklung
| Jahr                       | 1800 | 1856 | 1906 | 1926 | 1946 | 1954 | 1962 | 1968 | 1975 | 1982 | 1990 | 1999 | 2006 | 2017 |
| -------------------------- | ---- | ---- | ---- | ---- | ---- | ---- | ---- | ---- | ---- | ---- | ---- | ---- | ---- | ---- |
| Einwohner                  | 464  | 529  | 408  | 288  | 229  | 206  | 196  | 190  | 156  | 212  | 248  | 295  | 317  | 295  |
| Quellen: Cassini und INSEE |      |      |      |      |      |      |      |      |      |      |      |      |      |      |

## Sehenswürdigkeiten
- Zisterzienserinnenabtei Bonnecombe
- Reste eines römischen Marschlagers aus dem gallischen Krieg um 50 v. Chr.
- Kirche Conversion de Saint-Paul aus dem 12. Jahrhundert